# امیرحسین رنجبریان
امیرحسین رنجبریان (زاده ۱۳۴۶) حقوق‌دان ایرانی مخاصمات بین‌المللی و دانشیار گروه حقوق عمومی دانشکده حقوق و علوم سیاسی دانشگاه تهران است. رنجبریان همچنین عضو کادر علمی معاونت پژوهش‌های فقهی و حقوقی مرکز تحقیقات استراتژیک بوده است.
وی از اردیبهشت ۱۳۹۳ و نخستین جلسه مذاکره برای نگارش متن نهایی توافق جامع ایران و ۱+۵، تیم مذاکره‌کننده هسته‌ای ایران را همراهی می‌کرد.